# Eudiscopus denticulus
Eudiscopus denticulus es una especie de murciélago perteneciente a la familia Vespertilionidae. Es la única especie del género Eudiscopus, que fue descrito por Wilfred Hudson Osgood en 1932. Este murciélago destaca por su estructura dental característica, que lo diferencia de otros miembros de su familia y sugiere adaptaciones específicas en su dieta y comportamiento alimenticio.

## Distribución geográfica
Eudiscopus denticulus se encuentra en el sudeste asiático, específicamente en países como Vietnam, Laos, Birmania (Myanmar) y Tailandia. Habita en bosques tropicales y subtropicales, donde prefiere refugiarse en cuevas, cavidades naturales y, en ocasiones, en troncos de árboles huecos. La especie se encuentra en altitudes bajas y medias y es principalmente insectívora, adaptada para la caza de insectos en vuelo.

## Características y Hábitos
Este murciélago se distingue por sus dientes especializados, que son adecuados para procesar diversos tipos de insectos. Eudiscopus denticulus es de tamaño pequeño y tiene un pelaje suave que le permite camuflarse en su entorno. Su comportamiento de caza es predominantemente nocturno, y utiliza la ecolocación para capturar insectos en vuelo en áreas abiertas dentro de los bosques.

## Conservación
La especie está catalogada como de preocupación menor (LC) en la Lista Roja de la UICN, lo que refleja su amplia distribución. Sin embargo, la pérdida de hábitat debido a la deforestación y las actividades agrícolas en algunas áreas representan amenazas potenciales para sus poblaciones.